# 大黒町通
大黒町通（だいこくまちどおり）は、京都市の南北の通りの一つ。全ての区間が東山区内に収まる。北は松原通から、南は七条通へ至る。
南行き一方通行の、狭い生活道路である。

## 概要
通りの名前は、沿道にある寿延寺に大黒天の像が安置されていることに由来する。なお、沿道には「大黒町」が町名として存在するが、通りの名前が「だいこくまち」であるのに対して町名は「だいこくちょう」と読む。
五条通以南では耳塚通（みみづかどおり）とも称された。これは、正面通南東角、豊国神社門前にある耳塚に因んだ名称である。

## 沿道の主な施設

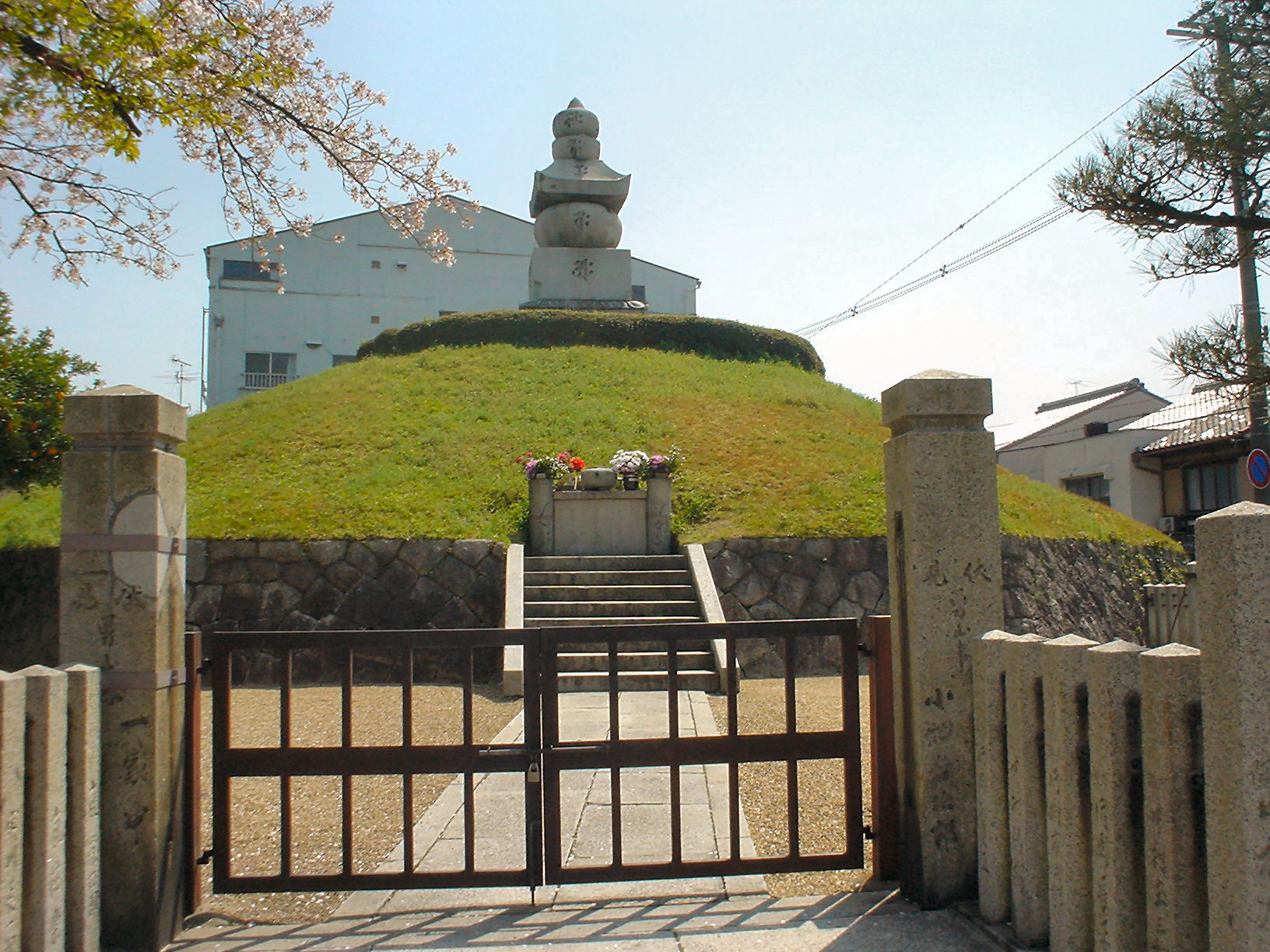
耳塚

- 洗い地蔵 興福山寿延寺（壽延寺） - 松原通下ル 北御門町
- あじき路地
- 東山郵便局 - 五条通南東角 石垣町西側
- 耳塚 - 正面通南東角
- 皇室神社 - 塗師屋町
- 烏寺 熊谷山専定寺（くまがいざん せんじょうじ） - 正面通東入 本町。浄土宗西山禅林寺派

## 交差する道路
- 松原通
- 五条通
- 渋谷街道
- 正面通
- 七条通